# А щастя поруч
«А щастя поруч» — радянський соціальний драматичний телефільм 1978 року, знятий на кіностудії «Таджикфільм».

## Сюжет
Дія фільму розгортається на черговому будівництві гідроелектростанцій в Таджицькій РСР. Рано — сваха; намагається знайти наречену для сорокарічного холостяка. Про те, що вона сама може любити, вона не сміє навіть думати, тому що це суперечить таджицьким традиціям, адже вона — вдова.

## У ролях
- Ато Мухамеджанов — Ахмет Гафурович Гафуров
- Раїса Недашківська — Рано
- Анаїда Топчиян — Лейла
- Хабібулло Абдуразаков — тамада
- Геннадій Юхтін — Захар продавець автокрамниці, інвалід війни
- Майя Булгакова — Варвара двоюрідна сестра Захара
- Ментай Утепбергенов — гідробудівельник
- Володимир Плотников — Костя
- Махамадалі Мухамадієв — гідробудівельник
- Рано Хамраєва — директор музею
- Юнус Юсупов — Тахір
- Сайдо Курбанов — кореспондент
- Зарангіз Мірзаянц — дочка Рано
- Імом Набієв — Умар — син Рано
- Хайдар Шаймарданов — епізод
- Ашот Мелікджанян — епізод

## Знімальна група
- Режисер: Маргарита Касимова
- Сценарист: Олександр Червінський
- Оператор: Віктор Мірзаянц
- Композитор: Фіруз Бахор
- Художник: Володимир Салімов